# Cerdido (stacja kolejowa)
Cerdido – Stacja kolejowa kolei wąskotorowej FEVE w Cerdido, w Galicji, w Hiszpanii.
| Cerdido                        |  |                              |
| Linia Ferrol – Gijón (33,6 km) |  |                              |
| Entrambarriasodległość: 2,2 km |  | A Cuqueira odległość: 4,5 km |